# خاوة خاوة
خاوة خاوة أو خاوة خاوة ماشي عداوة (باللغات الأمازيغية: ⴳⵎⴰ, ⴳⵎⴰ) هو شعار يعبر عن الأخوة بين الجيش والشعب في الجزائر ويدعو إلى التلاحم بين المكونين الأساسيين للجزائر. انتشر هذا الشعار بشكل واسع خلال تظاهرات الحراك في الجزائر سنة 2019 والمطالبة بإسقاط نضام الرئيس بوتفليقة. 